# カンタル (チーズ)
カンタルチーズ Cantal は、フランスのオーヴェルニュ地方、カンタル県原産のセミハードタイプのチーズ。カンタル県周辺の他県でも生産されている。
紀元前にまで遡ると言われる歴史の古いチーズである。サレール、ライオールなどは同じ地方の、同じ製法による、更に産地が限定されたAOCチーズである。
テクスチャは象牙色ないしクリーム色で肌理が粗く、表皮は熟成に従って厚くなり、それにつれて内部までオレンジ色を帯びてくるようになる。熟成の具合によって、以下のように呼ばれる：
- Cantal jeune : 熟成が2か月以下のもの。
- Cantal entre-deux : Cantal doréとも呼ばれ、熟成2か月-6か月で、表皮が厚くなる前の段階のもの
- Cantal vieux : 熟成が6か月を越え、表皮が内部まで食い込むように厚みを増すようになったもの

また、さらに熟成が進んで水分が飛んで、濃厚な味わいになったものをCroutardと区別して呼ぶ場合がある。
径の小さい小型の物はプチ・カンタル Petit Cantal、更に小型のものはカンタレ Cantaletとも呼ばれる。
2013年のフランスにおけるAOPチーズの生産量ではカンタルチーズが13,718トンで4位となっている。